# Hercus

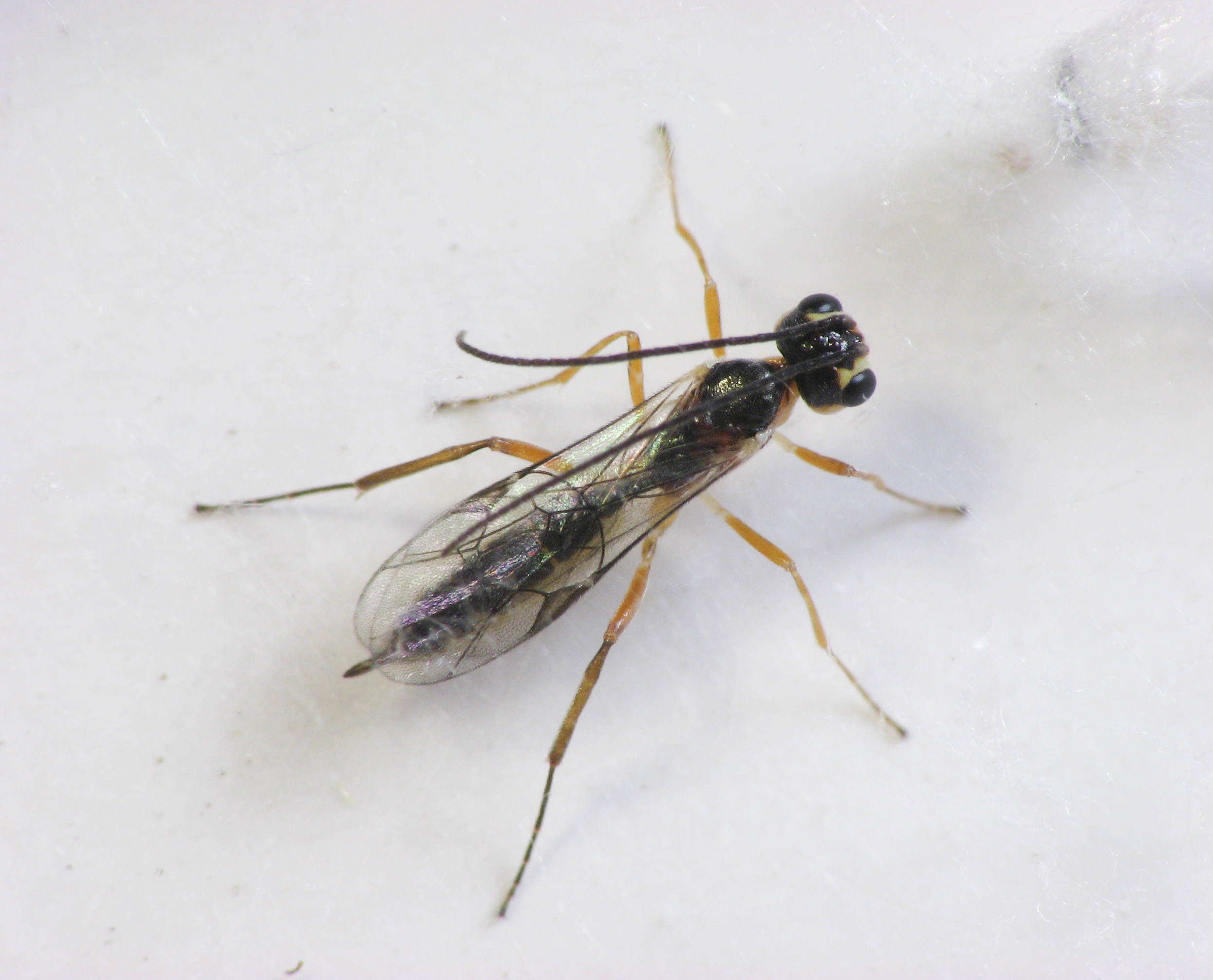
Hercus fontinalis hembra

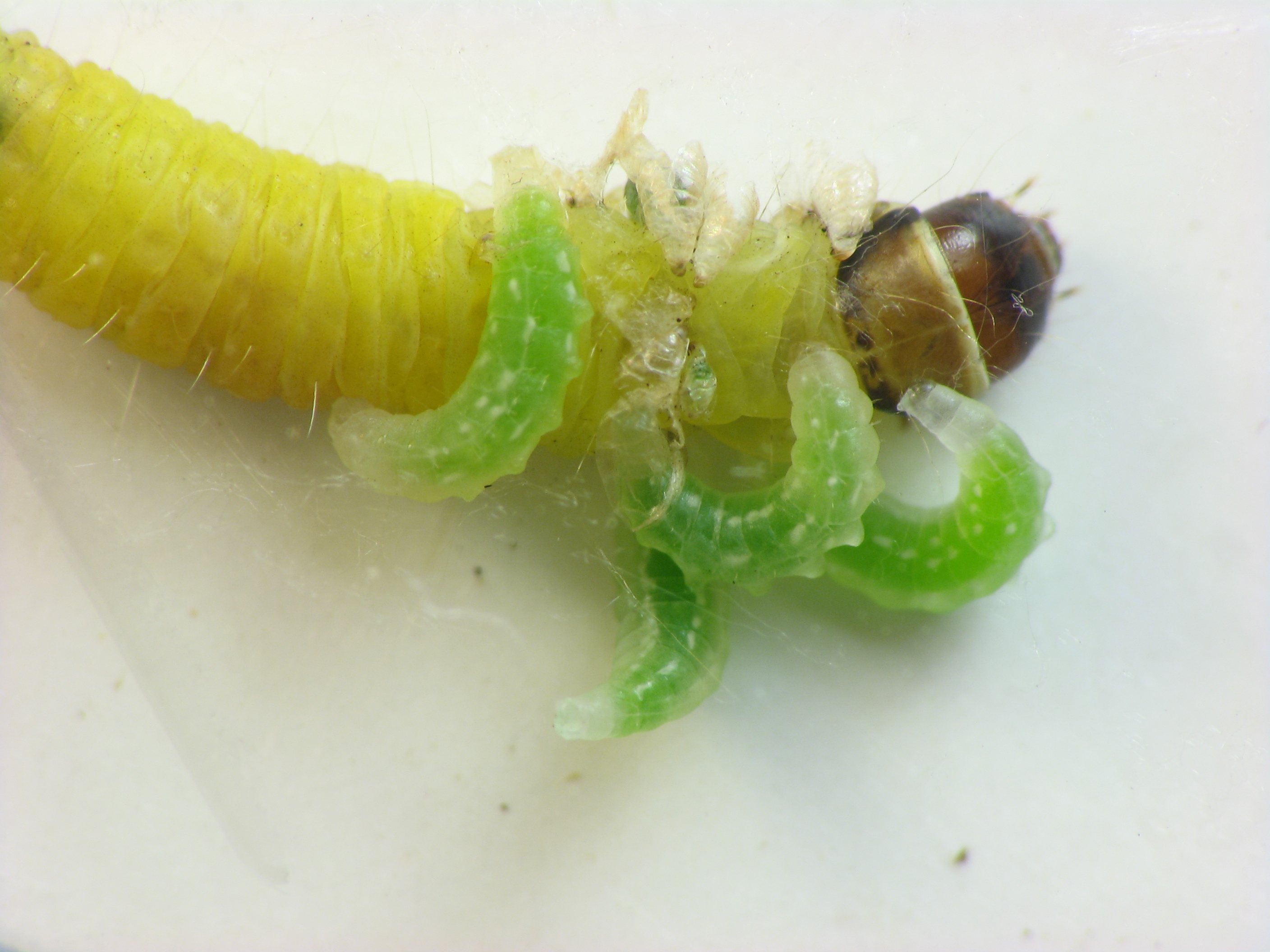
Hercus fontinalis, larvas

Hercus es un género de avispa icneumónida de la subfamilia Tryphoninae. Hay alrededor de siete especies descritas de Hercus.

## Especies
- Hercus coracinus Gupta, 1984 c g
- Hercus fontinalis (Holmgren, 1857) c g b
- Hercus nepalensis Gupta, 1984 c g
- Hercus peruensis Gupta, 1984 c g
- Hercus rectus Gupta, 1984 c g
- Hercus rufithorax Gupta, 1984 c g
- Hercus tibialis Kasparyan, 1994 c g

Fuentes: i = ITIS, c = Catalogue of Life, g = GBIF, b = Bugguide.net